# Hrabstwo Moultrie
Hrabstwo Moultrie – hrabstwo w USA, w stanie Illinois, z liczbą ludności wynoszącą 14 287, według spisu z 2000 roku. Siedzibą administracji hrabstwa jest Sullivan.

## Geografia
Według spisu hrabstwo zajmuje powierzchnię 892 km², z czego  869 km² stanowią lądy, a 23 km² (2,57%) wody.

### Sąsiednie hrabstwa

Stan Illinois na mapie USA

- Hrabstwo Piatt – północ
- Hrabstwo Douglas – wschód
- Hrabstwo Coles – wschód
- Hrabstwo Shelby – południe
- Hrabstwo Macon – północny zachód

## Historia
Hrabstwo Monroe powstało w 1843 roku z terenów dwóch hrabstw: Shelby i Coles. Swoją nazwę obrało na cześć generała i gubernatora Williama Moultrie, który bronił Wyspę Sullivan's, w Północnej Karolinie przed atakami wojsk Brytyjskich w 1776 roku. Miejsce to zostało nazwane później Fort Moultrie. Niedaleko Hrabstwa Jasper w Illinois została nazwana wyspa imieniem sierżanta Williama Jaspera, również obrońcy Wyspy Sullivan's

## Demografia
Według spisu z 2000 roku hrabstwo zamieszkuje 14 287 osób, które tworzą 5405 gospodarstw domowych oraz 3978 rodzin. Gęstość zaludnienia wynosi 16 osób/km². Na terenie hrabstwa jest 5743 budynków mieszkalnych o częstości występowania wynoszącej 7 budynków/km². Hrabstwo zamieszkuje 98,91% ludności białej, 0,20% ludności czarnej, 0,17% rdzennych mieszkańców Ameryki, 0,10% Azjatów, 0,05% mieszkańców Pacyfiku, 0,11% ludności innej rasy oraz 0,47% ludności wywodzącej się z dwóch lub więcej ras, 0,48% ludności to Hiszpanie, Latynosi lub inni.
W hrabstwie znajduje się 5405 gospodarstw domowych, w których 33,00% stanowią dzieci poniżej 18. roku życia mieszkający z rodzicami, 63,30% małżeństwa mieszkające wspólnie, 7,10% stanowią samotne matki oraz 26,40% to osoby nie posiadające rodziny. 23,60% wszystkich gospodarstw domowych składa się z jednej osoby oraz 12,00% żyje samotnie i ma powyżej 65. roku życia. Średnia wielkość gospodarstwa domowego wynosi 2,56 osoby, a rodziny 3,03 osoby.
Przedział wiekowy populacji hrabstwa kształtuje się następująco: 25,70% osób poniżej 18. roku życia, 7,90% pomiędzy 18. a 24. rokiem życia, 26,00% pomiędzy 25. a 44. rokiem życia, 22,80% pomiędzy 45. a 64. rokiem życia oraz 17,70% osób powyżej 65. roku życia. Średni wiek populacji wynosi 39 lat. Na każde 100 kobiet przypada 93,00 mężczyzn. Na każde 100 kobiet powyżej 18. roku życia przypada 89,30 mężczyzn.
Średni dochód dla gospodarstwa domowego wynosi 40 084 USD, a dla rodziny 46 655 dolarów. Mężczyźni osiągają średni dochód w wysokości 35 470 dolarów, a kobiety 21 168 dolarów. Średni dochód na osobę w hrabstwie wynosi 18 562 dolarów. Około 5,30% rodzin oraz 7,80% ludności żyje poniżej minimum socjalnego, z tego 10,90% poniżej 18. roku życia oraz 7,70% powyżej 65. roku życia.

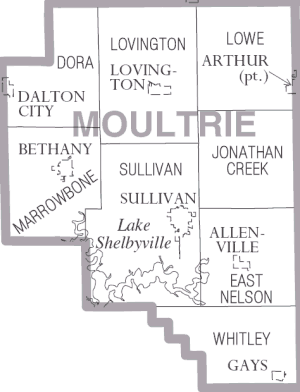
Mapa Hrabstwa Moultrie

## Miasta
- Sullivan

## Wioski
- Allenville
- Bethany
- Dalton City
- Gays
- Lovington